# بيتر ستريكلاند
بيتر ستريكلاند (بالإنجليزية: Peter Strickland)‏ هو كاتب سيناريو ومخرج بريطاني، ولد في 1973 في ريدنغ في المملكة المتحدة.

## وصلات خارجية
- بيتر ستريكلاند على موقع IMDb (الإنجليزية)
- بيتر ستريكلاند على موقع ألو سيني (الفرنسية)
- بيتر ستريكلاند على موقع ميوزك برينز (الإنجليزية)
- بيتر ستريكلاند على موقع أول موفي (الإنجليزية)
- بيتر ستريكلاند على موقع قاعدة بيانات الأفلام السويدية (السويدية)
- بيتر ستريكلاند على موقع ديسكوغز (الإنجليزية)
- بيتر ستريكلاند على موقع قاعدة بيانات الفيلم (الإنجليزية)
- بيتر ستريكلاند على موقع كينوبويسك (الروسية)